# 修大協創中高前駅
修大協創中高前駅（しゅうだいきょうそうちゅうこうまええき）は、広島県広島市西区井口四丁目にある広島電鉄宮島線の駅である。駅番号はM26。

## 歴史
当駅は1941年（昭和16年）7月、実践女学校前駅（じっせんじょがっこうまええき）として新規に開業した駅である。駅名になっている実践女学校、すなわち広島商業実践女学校は同年4月、広島電鉄の前身である広島瓦斯電軌が法人を設置することにより開校した女子教育機関である。広島瓦斯電軌は1939年（昭和14年）に創立30周年を迎えており、女学校の設立とそのための法人の設置は創立30周年記念事業の一環であった。当駅はその後、学校の歴史とともにその名前をしばしば改めている。
1943年（昭和18年）に広島実践高等女学校となった同校は1947年（昭和22年）に鈴峯女子専門学校を併設、また学制改革により新制の鈴峯女子中学校を併設した。このころ駅名は鈴峯女専前駅（すずがみねじょせんまええき）へと改称される。次いで1948年（昭和23年）には新制の鈴峯女子高等学校が設置され、1950年（昭和25年）に鈴峯女子専門学校が鈴峯女子短期大学となると、駅名もこのころ鈴峯女子大前駅（すずがみねじょしだいまええき）へと改められた。校名および駅名にある「鈴峯」は鈴ヶ峰に由来し、法人の名称も1951年（昭和26年）には鈴峯学園へと変更されている。同学園は永らく学園理事・評議員の多くを広島電鉄および広島ガス関係者で占めるなど広電と関係が深かった。
その鈴峯学園は2015年（平成27年）、広島修道大学などを運営する修道学園と法人合併した。短大は学生の募集を停止し、中学・高校は広島修道大学附属鈴峯女子中学校・高等学校へ校名を変更。これを受けて駅名は修大附属鈴峯前駅（しゅうだいふぞくすずがみねまええき）へと改称した。2019年（平成31年）4月1日には同校が共学化し広島修道大学ひろしま協創中学校・高等学校に校名を変更。駅名も同じ日に修大協創中高前駅に変更された。

### 年表
- 1941年（昭和16年）7月4日：実践女学校前駅として開業[2]。
- 1947年（昭和22年）4月1日頃：鈴峯女専前駅に改称[2]。
- 1950年（昭和25年）4月1日頃：鈴峯女子大前駅に改称[2]。
- 2015年（平成27年）4月1日：修大附属鈴峯前駅に改称[10]。
- 2019年（平成31年）4月1日：修大協創中高前駅に改称[12]。

## 駅構造
2面2線の地上駅。線路の南側に広電宮島口駅方面へ向かう下りホーム、北側に広電西広島（己斐）駅方面へ向かう上りホームがある。上下どちらのホームにもスロープと手すりが備え付けられ、バリアフリーに対応している。
駅の広電西広島方には西日本旅客鉄道（JR西日本）と共同の踏切（鈴ケ峰踏切/鈴峯踏切）がある。この踏切は「開かずの踏切」であり歩行者の交通量も多く、緊急の対策が必要な踏切として国土交通省によってリストアップされている。広島電鉄も2008年（平成20年）9月に拡幅工事を行うなど改良を施しているが、その後も死亡事故を含む人身事故が発生しており、安全啓発活動が行われている。

## 利用状況
以下の情報は、広島市統計書に基づいたデータである。1日平均乗車人員データは、年度毎の乗車総数を365（閏年は366）で割った値を小数点2位を丸めて小数点1位の値にした物である。広島電鉄のデータは1,000で丸めて提供されているので、1年毎ではプラスマイナス500の誤差があり、1日当たりでは1.4人程度の誤差が発生する。
| 年度               | 1日平均 乗車人員 | 1年毎 乗車総数 | 1年毎 定期 | 1年毎 定期外 | 出典        |
| ------------------ | ---------------- | -------------- | ---------- | ------------ | ----------- |
| 1998年（平成10年） | 2,942.5          | 1,074,000      | 459,000    | 615,000      | [ 統計 1 ]  |
| 1999年（平成11年） | 2,549.2          | 933,000        | 399,000    | 534,000      | [ 統計 1 ]  |
| 2000年（平成12年） | 2,419.2          | 883,000        | 372,000    | 511,000      | [ 統計 1 ]  |
| 2001年（平成13年） | 2,238.4          | 817,000        | 341,000    | 476,000      | [ 統計 2 ]  |
| 2002年（平成14年） | 2,134.2          | 779,000        | 288,000    | 491,000      | [ 統計 3 ]  |
| 2003年（平成15年） | 2,071.0          | 758,000        | 275,000    | 483,000      | [ 統計 4 ]  |
| 2004年（平成16年） | 1,890.4          | 690,000        | 272,000    | 418,000      | [ 統計 5 ]  |
| 2005年（平成17年） | 2,068.5          | 755,000        | 286,000    | 469,000      | [ 統計 6 ]  |
| 2006年（平成18年） | 2,065.8          | 754,000        | 289,000    | 465,000      | [ 統計 7 ]  |
| 2007年（平成19年） | 2,069.3          | 757,000        | 289,000    | 468,000      | [ 統計 8 ]  |
| 2008年（平成20年） | 2,019.0          | 737,000        | 278,000    | 459,000      | [ 統計 9 ]  |
| 2009年（平成21年） | 1,906.8          | 696,000        | 265,000    | 431,000      | [ 統計 10 ] |
| 2010年（平成22年） | 2,035.6          | 743,000        | 274,000    | 469,000      | [ 統計 11 ] |
| 2011年（平成23年） | 2,068.3          | 757,000        | 265,000    | 492,000      | [ 統計 12 ] |
| 2012年（平成24年） | 2,046.6          | 747,000        | 270,000    | 477,000      | [ 統計 13 ] |
| 2013年（平成25年） | 2,060.3          | 752,000        | 280,000    | 472,000      | [ 統計 14 ] |
| 2014年（平成26年） | 2,079.5          | 759,000        | 300,000    | 459,000      | [ 統計 15 ] |
| 2015年（平成27年） | 2,085.4          | 763,000        | 300,000    | 463,000      | [ 統計 16 ] |
| 2016年（平成28年） | 2,109.6          | 770,000        | 307,000    | 463,000      | [ 統計 17 ] |
| 2017年（平成29年） | 2,137.0          | 780,000        | 341,000    | 439,000      | [ 統計 18 ] |
| 2018年（平成30年） | 2,106.8          | 769,000        | 353,000    | 416,000      | [ 統計 19 ] |
| 2019年（令和元年） | 2,060.1          | 754,000        | 363,000    | 392,000      | [ 統計 20 ] |

## 駅周辺

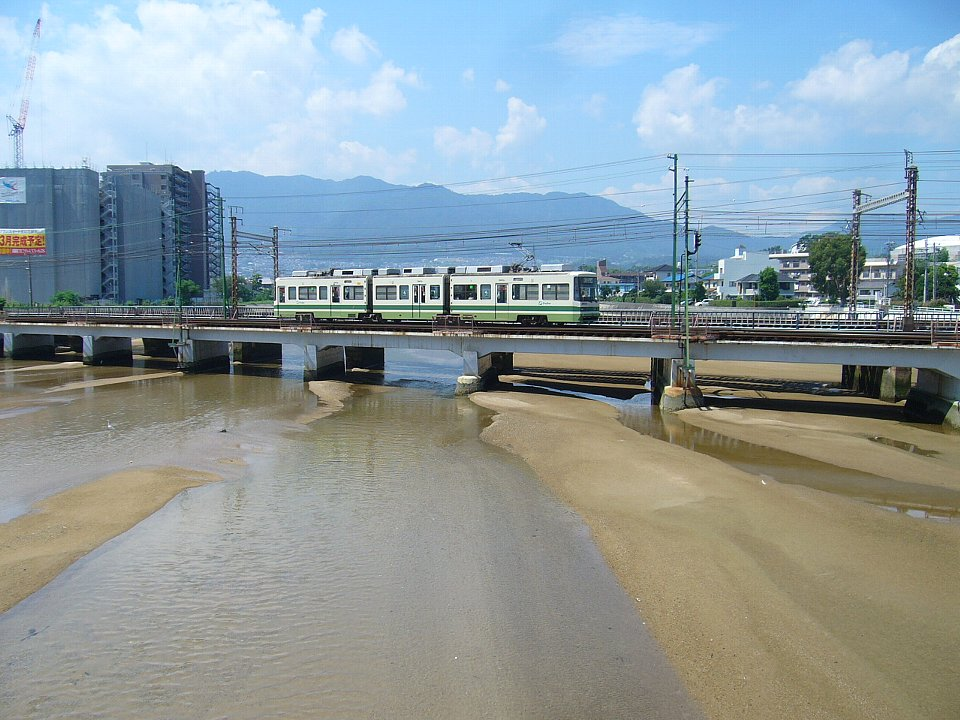
八幡川を渡る宮島線の電車

駅前後はJR西日本の山陽線との並走区間。駅西方で八幡川を渡る。対岸は佐伯区。井口地区の西端に位置し、北側は丘陵部に住宅地が広がる。南側には新興住宅地と、その先は数々の企業が集まる商工センターの西地区となる。
駅名の広島修道大学ひろしま協創中学校・高等学校は北へ徒歩5分の距離。
- 広島工業大学高等学校
- サンフィールド
- 広島井口西郵便局
- 広島市西部リサイクルプラザ

## 隣の駅
広島電鉄
■宮島線
井口駅 (M25) - 修大協創中高前駅 (M26) - 広電五日市駅 (M27)

#### 本文
1. ↑  “路線・電停ガイド - 宮島線”.   広島電鉄. 2015年8月11日時点のオリジナルよりアーカイブ。2017年2月11日閲覧。
2. 1 2 3 4  『広電が走る街 今昔』150-157頁
3. 1 2 3  今尾恵介（監修）『日本鉄道旅行地図帳』 11 中国四国、新潮社、2009年、39頁。ISBN 978-4-10-790029-6。
4. 1 2 3  『広電が走る街 今昔』124頁
5. 1 2  『広島電鉄開業100年・創立70年史』広島電鉄、2012年、57頁。
6. 1 2 3 4 5  川島令三『山陽・山陰ライン 全線・全駅・全配線』 第7巻 広島エリア、講談社〈【図説】 日本の鉄道〉、2012年、14,87頁。ISBN 978-4-06-295157-9。
7. 1 2  『広島県大百科事典』 上巻、中国新聞社、1982年、747-748頁。
8. 1 2  “本学の沿革”.   鈴峯女子短期大学. 2016年5月17日時点のオリジナルよりアーカイブ。2017年2月11日閲覧。
9. 1 2  草町義和 (2015年2月19日). “広電宮島線の鈴峯女子大前駅、校名変更で改称”. Response. (イード) 2017年2月11日閲覧。
10. 1 2  “宮島線「鈴峯女子大前」駅の名称変更について”.   広島電鉄. 2015年4月2日時点のオリジナルよりアーカイブ。2017年2月11日閲覧。
11. ↑  “沿革”.   広島修道大学ひろしま協創中学校・高等学校. 2019年7月15日閲覧。
12. 1 2  『4/1(月) 宮島線・市内線の駅・電停名称の変更について』（プレスリリース）広島電鉄、2019年2月19日。2019年7月15日閲覧。
13. 1 2 3  “第100期中間報告書” (PDF).   広島電鉄. p. 4 (2008年). 2017年2月11日閲覧。
14. 1 2 3  『踏切安全通行カルテの公表について』（PDF）（プレスリリース）国土交通省中国地方整備局・中国運輸局、2016年6月17日。2017年2月11日閲覧。踏切の詳細はリンク先にある一覧表の「踏切安全通行カルテ」欄から閲覧することができる（鈴ケ峰踏切は「中国-23」）。
15. ↑  川島令三『全国鉄道事情大研究』 中国篇 2、草思社、2009年、118頁。ISBN 978-4-7942-1711-0。

#### 利用状況
1. 1 2 3  『広島市統計書』平成13年版
2. ↑  『広島市統計書』平成14年版
3. ↑  『広島市統計書』平成15年版
4. ↑  『広島市統計書』平成16年版
5. ↑  『広島市統計書』平成17年版
6. ↑  『広島市統計書』平成18年版
7. ↑  『広島市統計書』平成19年版
8. ↑  『広島市統計書』平成20年版
9. ↑  『広島市統計書』平成21年版
10. ↑  『広島市統計書』平成22年版
11. ↑  『広島市統計書』平成23年版
12. ↑  『広島市統計書』平成24年版
13. ↑  『広島市統計書』平成25年版
14. ↑  『広島市統計書』平成26年版
15. ↑  『広島市統計書』平成27年版
16. ↑  『広島市統計書』平成28年版
17. ↑  『広島市統計書』平成29年版
18. ↑  『広島市統計書』平成30年版
19. ↑  『広島市統計書』令和元年版
20. ↑  『広島市統計書』令和2年版